# Terra de Areia
Pour les articles homonymes, voir Terra et Areia.
Terra de Areia est une ville brésilienne de la mésorégion métropolitaine de Porto Alegre, capitale de l'État du Rio Grande do Sul, faisant partie de la microrégion d'Osório et située à 148 km au nord-est de Porto Alegre. Elle se situe à une latitude de 29° 35′ 08″ sud et à une longitude de 50° 04′ 17″ ouest, à 20 m d'altitude. Sa population était estimée à 9 709 en 2007, pour une superficie de 148 km2. L'accès s'y fait par les BR-101 et RS-486.
L'histoire de la municipalité de Terra de Areia commence en des temps reculés, au vu des vestiges indigènes anciens retrouvés. Les premières marques du passage de la civilisation européenne dans la région datent du XVIe siècle, époque où elle était peuplée par des Amérindiens appartenant aux tribus Araxane et Carijó. Ils se dédiaient à la pêche et pratiquaient une agriculture rudimentaire. De nombreux sambaqui, marque de leur passage dans l'Histoire, sont restés après leur extermination par les Blancs.
Le nom "Terra de Areia" vient de la texture sableuse de la terre où s'est implanté le noyau urbain de la commune. Cette dénomination fut employée par les immigrants allemands pour différencier le lieu des terres argileuses où ils se fixaient habituellement, quand ils arrivèrent fin 1826.
Le peuplement s'est aussi fait par la venue de Portugais, Italiens, Polonais, Japonais, par ce qui restait d'indigènes et par des esclaves.

## Villes voisines
- Arroio do Sal
- Três Cachoeiras
- Três Forquilhas
- Itati
- Maquiné
- Capão da Canoa